# Helga Frier
Helga Anna Jensen Frier, geb. Mollerup, (* 12. Juni 1893 in Aarhus; † 9. Januar 1972 in Gentofte) war eine dänische Schauspielerin.

## Leben und Wirken
Helga Frier wuchs als einzige Tochter des Postbeamten Peter Christian Mollerup und seiner Frau Sophie Jørgensen in Aarhus auf.
Nach ihrem Schulabschluss absolvierte sie von 1910 bis 1914 ihre Schauspielausbildung an der Schauspielschule des Aarhus Teater, wo sie im Jahr 1915 auch als Darstellerin ihr Bühnendebüt hatte. Sie wirkte als Bühnendarstellerin im Laufe ihrer Karriere in zahlreichen Theaterstücken wie beispielsweise in Oliver Twist, in Onkel Wanja oder in Ein Sommernachtstraum mit. Zudem trat sie in Varieté-Shows und in Musicals auf, so unter anderem auch am Königlichen Theater Kopenhagen, am Folketeatret, am Theater Helsingør oder am Odense Teater, wo sie rund 21 Jahre lang als festes Ensemblemitglied engagiert war. Von 1932 bis 1971 wirkte Frier als Schauspielerin vor der Kamera in mehr als 60 Film- und Fernsehproduktionen mit, darunter zu Beginn ihrer Karriere auch in einem Stummfilm.
Helga Frier heiratete am 28. April 1916 den Theaterintendanten Christian Frier (1890–1937). Die Ehe blieb kinderlos. Frier starb im Januar 1972 im Alter von 78 Jahren in ihrem langjährigen Wohnort Gentofte. Ihre Grabstätte befindet sich auf dem Bispebjerg-Friedhof in Kopenhagen.

## Filmografie (Auswahl)
- 1933: De blaa drenge
- 1936: Sjette trækning
- 1941: Wienerbarnet
- 1942: Naar bønder elsker
- 1943: Møllen
- 1950: Min kone er uskyldig
- 1951: Frihed forpligter
- 1953: Fløjtespilleren
- 1953: Min søn Peter
- 1957: Hvor går Karl hen?
- 1959: Einesteils der Liebe wegen